# Campionati del mondo di ciclismo su strada 2008
I Campionati del mondo di ciclismo su strada 2008 (en.: 2008 UCI Road World Championships) si disputarono a Varese, in Italia, tra il 23 ed il 28 settembre 2008.

## Organizzazione
L'organizzazione dei campionati del mondo 2008 fu attribuita a Varese dal comitato direttore dell'UCI nel settembre del 2005, che batté la concorrenza di Viareggio, Lucca e Valkenburg aan de Geul, nonostante l'edizione 2009 fosse già stata attribuita alla vicina Mendrisio. La città italiana aveva già ospitato una edizione nel 1951.
L'associazione Varese 2008 S.p.a. era la società che organizzò l'evento, diretta da Amedeo Colombo, coadiuvato da Renzo Oldani e Silvio Pezzotta. L'organizzazione sportiva era in mano alla S. C. Alfredo Binda, già organizzatrice di eventi ciclistici nella Provincia di Varese.

## Eventi

### Cronometro individuali
Martedì 23 settembre
- 14:00 Uomini Under 23 – 33,550 km

Mercoledì 24 settembre
- 14:00 Donne Elite – 25,150 km

Giovedì 25 settembre
- 13:00 Uomini Elite – 43,700 km

### Corse in linea
Venerdì 26 settembre
- 12:15 Under 23 – 173,500 km

Sabato 27 settembre
- 13:00 Donne Elite – 138,800 km

Domenica 28 settembre
- 10:30 Uomini Elite – 260,250 km

## Medagliere
| Pos.   | Nazione     | Oro | Argento | Bronzo | Totale |
| ------ | ----------- | --- | ------- | ------ | ------ |
| 1      | Italia      | 2   | 2       | 0      | 4      |
| 2      | Germania    | 1   | 1       | 3      | 5      |
| 3      | Stati Uniti | 1   | 0       | 1      | 2      |
| 4      | Colombia    | 1   | 0       | 0      | 1      |
| 4      | Regno Unito | 1   | 0       | 0      | 1      |
| 6      | Austria     | 0   | 1       | 0      | 1      |
| 6      | Canada      | 0   | 1       | 0      | 1      |
| 6      | Paesi Bassi | 0   | 1       | 0      | 1      |
| 9      | Australia   | 0   | 0       | 1      | 1      |
| 9      | Danimarca   | 0   | 0       | 1      | 1      |
| Totale | Totale      | 6   | 6       | 6      | 18     |

## Sommario degli eventi
| Eventi                 | Oro                      | Tempo                      | Argento                   | Tempo   | Bronzo                      | Tempo     |
| Uomini Elite           |                          |                            |                           |         |                             |           |
| Gara in linea dettagli | Alessandro Ballan Italia | 6h37'30" Media 39.283 km/h | Damiano Cunego Italia     | a 3"    | Matti Breschel Danimarca    | s.t.      |
| Cronometro dettagli    | Bert Grabsch Germania    | 52'01"60 Media 50.397 km/h | Svein Tuft Canada         | a 42"79 | David Zabriskie Stati Uniti | a 52"27   |
| Uomini Under-23        |                          |                            |                           |         |                             |           |
| Gara in linea dettagli | Fabio Duarte Colombia    | 4h17'02" Media 40.500 km/h | Simone Ponzi Italia       | s.t.    | John Degenkolb Germania     | s.t.      |
| Cronometro dettagli    | Adriano Malori Italia    | 41'35"98 Media 48.389 km/h | Patrick Gretsch Germania  | a 49"67 | Cameron Meyer Australia     | a 1'04"36 |
| Donne Elite            |                          |                            |                           |         |                             |           |
| Gara in linea dettagli | Nicole Cooke Regno Unito | 3h42'11" Media 37.482 km/h | Marianne Vos Paesi Bassi  | a 3"    | Judith Arndt Germania       | s.t.      |
| Cronometro dettagli    | Amber Neben Stati Uniti  | 33'51"35 Media 44.571 km/h | Christiane Soeder Austria | a 7'56" | Judith Arndt Germania       | a 21'77"  |